# Patron Nils
Patron Nils är en åtta meter hög träskulptur som reser sig längs riksväg 237 vid sjön Alkvettern i Bjurtjärns socken, Värmland. Konstverket föreställer Nils Mitander, en framstående brukspatron och ägare till Alkvetterns herrgård.
Skulpturen, skapades av ett gäng ungdomar under ledning av Niclas Larsson år 1997, växte fram i samband med Bjurtjärns teatersällskaps uppsättning av pjäsen "Patronen på Alkvettern". För att komplettera denna konstnärliga gestaltning, utökades installationen tre år senare med en ytterligare träskulptur som porträtterar Mitanders fru. Denna gång placerades skulpturen på andra sidan sjön, skapande en interaktion där det avbildade paret verkar vinka till varandra över vattnet.